# جورج روتلج
جورج روتلج (انگلیسی: George Routledge؛ زادهٔ ۲۳ سپتامبر ۱۸۱۲ در برامپتون، کارلایل، بریتانیا – درگذشتهٔ ۱۳ دسامبر ۱۸۸۸ در بلومزبری، لندن، بریتانیا) ناشر بریتانیایی و بنیان‌گذار انتشارات روتلج بود.